# Karl Theodor Anton Maria von Dalberg
Karl Theodor Anton Maria von Dalberg (8 tháng 2 năm 1744 – 10 tháng 2 năm 1817) là Tuyển đế hầu cuối cùng của Tổng giáo phận Mainz (1802-1803), Giám mục vương quyền xứ Regensburg, Tổng thủ hiến Đế chế La Mã Thần thánh, Giám mục vương quyền xứ Constance và Worms, Tổng thân vương (Prince-primate) của Liên bang Rhein và Đại công tước xứ Frankfurt.
Ông là một chính khách quan trọng dưới kỷ nguyên Napoleon, sau một thời gian giữ tước hiệu Tuyển đế hầu xứ Mainz, lãnh thổ này bị thế tục hoá, ông được bồi thường bằng một số thân vương quốc mới được thành lập và trở thành Thân vương cai trị. Năm 1810, Đại công quốc Frankfurt từ lãnh thổ cũ của Tổng giáo phận Mainz và Thành phố tự do Frankfurt, Hoàng đế Napoleon đã trao lãnh thổ này cho Dalberg cai trị.
Dalberg là một nhà văn, nhà triết học nổi tiếng, bạn của các nhà thơ Weimar, đồng thời là thành viên và nhà tài trợ của nhiều viện hàn lâm khoa học.